# Siphona siphonoides
Siphona siphonoides là một loài ruồi trong họ Tachinidae.